# ثامر محمد
ثامر محمد (10 أكتوبر 1984-) لاعب كرة قدم إماراتي، لعب لأندية الجزيرة والشعب وبني ياس والأهلي و الوصل واتحاد كلباء .

## وصلات خارجية
- ثامر محمد على موقع قاعدة بيانات كرة القدم.إي يو (الإنجليزية)
- ثامر محمد على موقع Soccerway.com (الإنجليزية)

- ثامر محمد